# 田和山遺跡
田和山遺跡（たわやまいせき）は、島根県松江市にある弥生時代の遺跡。神後田遺跡とともに「田和山・神後田遺跡」の名称で国の史跡に指定されている。

## 概要
1997年から2000年にかけて、松江市立病院の建設に伴って発掘調査された結果、丘陵尾根に掘られた弥生時代前期末から中期後半の三重の環濠が検出された。弥生時代の環濠集落は、通常、環濠内部に住居跡などが配置されるが、田和山遺跡の狭小な環濠内部は建物跡が2棟検出されたのみで、それ以外の建物跡は環濠の周辺から検出された。そのため、なぜこれだけ膨大な労働力を投下して環濠を掘削したのか、環濠内部には何があったのかが謎とされ、遺跡の性格・位置付けが問題とされた。
環濠内からは、つぶて石や石鏃が出土しており、弥生時代の戦争を物語る山城ではないかという説、祭祀の拠点であったという説、環濠内部に銅鐸などの青銅祭器が保管してあったのではといった想像も提唱された。そのほか、弥生時代の遺跡では極めて珍しく硯の出土も認められている（他例は福岡県糸島市の三雲・井原遺跡で知られる）。なお、この硯には黒い線があり、墨で文字が書かれた可能性があると学会で発表され、もし本当に文字であれば日本最古の文字が200-300年さかのぼるとされてきたが、化学組成の分析などを経て墨ではなく市販の油性ペンと成分が一致し、ラベルなどの文字が転写した可能性があると結論付けられた。
2001年、国の史跡に指定。現在は、市立病院に隣接する遺跡公園として整備され、地元のボランティアグループによって活用がはかられている。2022年（令和4年）3月15日、既指定の史跡「田和山遺跡」に神後田遺跡が追加指定され、指定名称が「田和山・神後田遺跡」に変更された。
遺跡の山頂部からは、宍道湖や松江市街、茶臼山、大山などが一望でき、大変眺望が良いロケーションにある。
標高約45メートルの山頂部は、東西10メートル・南北約30メートルの狭い平坦地がある。この山頂部には9本柱の建物跡と5本柱の建物跡がある。平坦地の外周には柵の跡とおぼしき柱穴が並ぶ。これらを囲い込むように丘陵斜面に三重の大きな溝が掘り込まれていて、その底には約3000個のつぶて石が残されている。

## 所在地・アクセス
所在地
- 松江市乃白町（のしらちょう）

車
- 山陰自動車道松江西インターチェンジ

バス
- JR松江駅より松江市バス「田和山史跡公園」バス停